# Эстебан, Клод
Клод Эстебан (фр. Claude Esteban; 26 июля 1935, Париж — 10 апреля 2006, там же) — французский поэт, переводчик, эссеист.

## Биография
Отец — испанец, мать — француженка. Сотрудничал с журналами и издательствами Меркюр де Франс и Нувель ревю франсез. Первую книгу стихов опубликовал в 1968 году. С одобрения Рене Шара основал в 1973 году журнал литературы и искусства Глина (фр. Argile), который издавал до 1981 года.
Жена — художница Дениза Эстебан (1926—1986).

## Творчество
В его переводах публиковались Вергилий, Гонгора, Франсиско Кеведо, Хорхе Гильен, Федерико Гарсиа Лорка, Сесар Вальехо, Октавио Пас, Хорхе Луис Борхес, Фернандо Пессоа, Алехандра Писарник, Пере Жимферрер. Автор эссе о Веласкесе, Эль Греко, Рембрандте, Мурильо, Караваджо, Гойе, Лоррене, Браке, Шагале, Джакометти, Моранди, Бэконе, Чильиде, Паласуэло, Дюбюффе, Эдварде Хоппере, Юбаке, Алешинском и других художниках.

## Произведения

### Стихи
- Terres, travaux du cœur (1979)
- Conjoncture du corps et du jardin suivi de Cosmogonie (1983)
- Le Nom et la Demeure (1985)
- Elégie de la mort violente (1989)
- Sept jours d’hier (1993)
- Quelqu’un commence à parler dans une chambre (1995)
- Sur la dernière lande (1996)
- Etranger devant la porte, I. Variations (2001)
- Morceaux de ciel, presque rien (2001)
- Le Jour à peine écrit (1967—1992) (2006)
- La Mort à distance (2007)

### Проза
- Le Partage des mots (1990, автобиографическое эссе)
- Soleil dans une pièce vide (1991, премия France Culture, переизд. 2003)
- Choses lues (1998)
- Janvier, février, mars. Pages (1999)
- Trajet d’une blessure (2006)

### Об изобразительном искусстве
- L’Immédiat et l’Inaccessible (1978)
- Veilleurs aux confins (1978)
- Traces, figures, traversées. Essais sur la peinture contemporaine (1985)
- Le Travail du visible (1992)
- Trois Espagnols. Velázquez, Goya, Picasso (2000)
- Les Gueux en Arcadie/Los Pícaros en Arcadia (2000)
- La Dormition du Comte d’Orgaz (2002)
- L’Ordre donné à la nuit (2005)

### О поэзии
- Un lieu hors de tout lieu (1979)
- Critique de la raison poétique (1987)
- D’une couleur qui fut donnée à la mer (1997)
- Etranger devant la porte, II. Thèmes (2001)
- Ce qui retourne au silence (2004)

## Признание
Стихи и эссе Эстебана переведены на основные европейские языки. Премия Академии Малларме (1984), Большая поэтическая премия Сообщества литераторов (1997), Гонкуровская премия за поэзию (2001) и другие награды.

## Публикации на русском языке
- Стихи из книги «Обрывки неба, почти ничего»/ Пер. Михаила Яснова// Иностранная литература, 2008, № 12 ()